# Piazza di Spagna

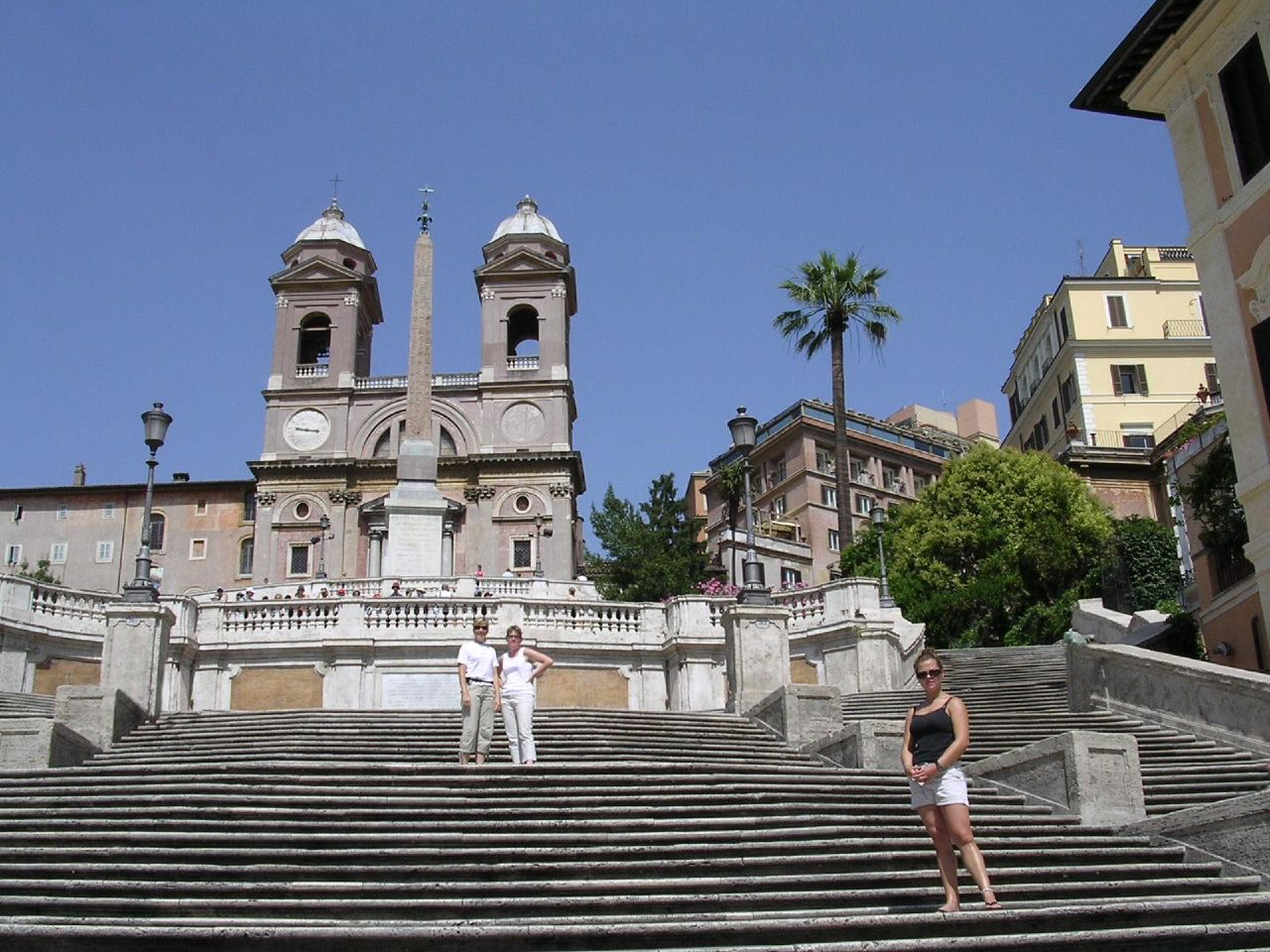
A monumentális lépcsősor és a Trinità dei Monti

A Spanyol lépcsővel ékített Piazza di Spagna az egyik leghíresebb tér Rómában. Nevét a Spanyol palotának köszönheti, amely az ibériai állam szentszéki nagykövetségének székhelye.

## Története és leírása
A tizenhetedik századig Piazza di Francia néven ismerték a téren volt francia ingatlanok miatt, nevét a jelenlegire a spanyol nagykövetség megépítése után változtatták. A tér közepén látható a híres Barcaccia-kút, amely a korai barokk korból származik, és amelyet Pietro Bernini és fia, a híresebb Giovanni Lorenzo Bernini épített.

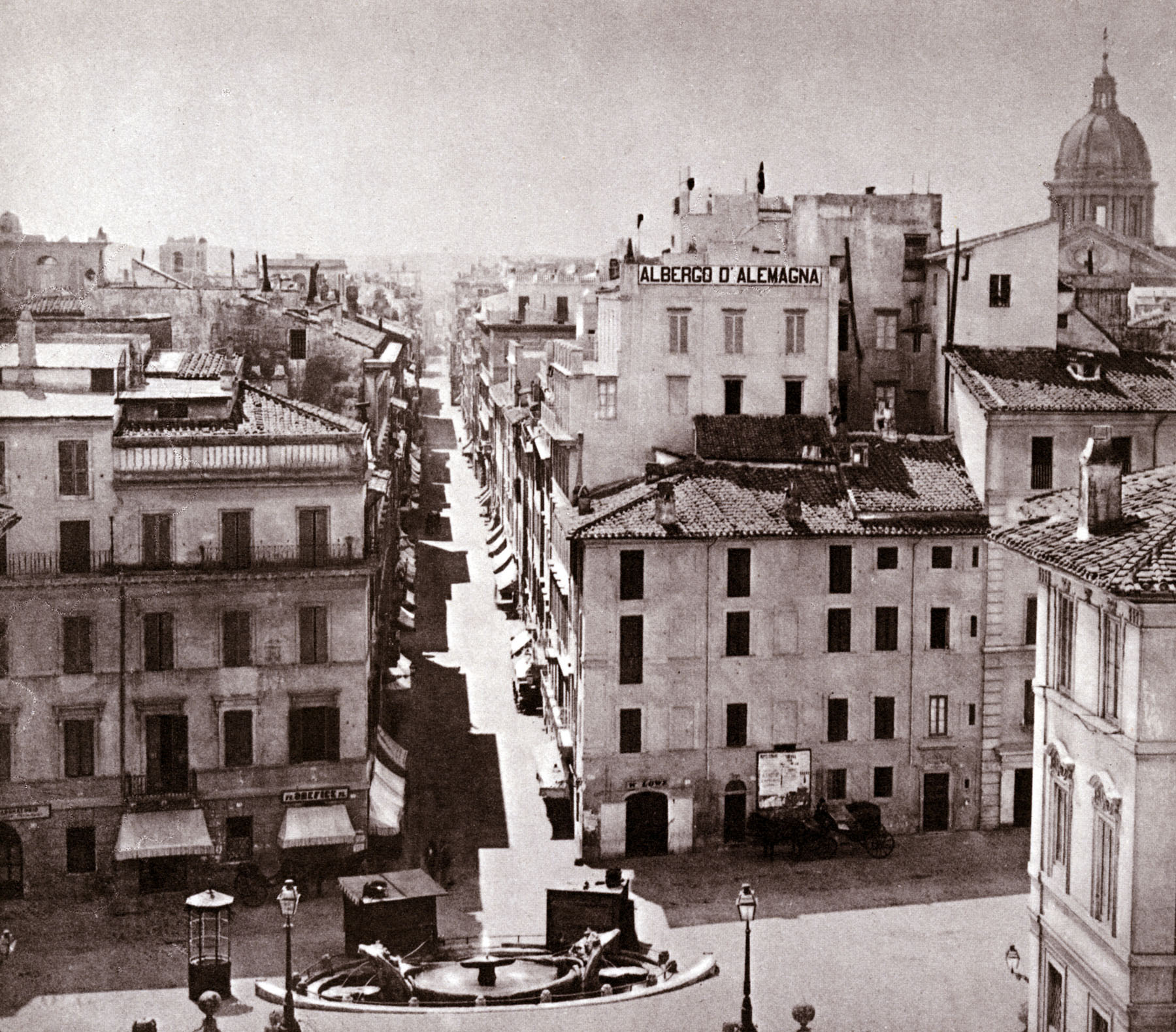
A Piazza di Spagna egy 1868-as fényképen

A lépcső jobb sarkában állt John Keats angol költő háza, aki ott élt és halt is meg 1821-ben. Az ő és barátja, Percy Bysshe Shelley emlékének szentelt múzeummá alakították át, tele angol könyvekkel és emléktárgyakkal. A bal sarkán található az 1893-ban megnyitott Babington's tearoom.
A Via Frattina oldalán áll a Palazzo di Propaganda Fide, amely a Szentszék tulajdona. Bernini által tervezett főhomlokzata előtt (az oldalhomlokzat Francesco Borromini műve) áll a Szeplőtelen Fogantatás oszlopa, amelyet II. Ferdinánd a Két Szicília királya akaratából a dogma kihirdetése után emeltek hálából, hogy megmenekült egy merényletből. Az obeliszket 1857. december 8-án avatták fel. A Tűzoltóság 1923 óta akrobatikus, virágos tiszteletadást végez a szobor előtt a lépcsőn. 1953-ban maga XII. Piusz pápa is részt akart venni a szertartáson, de 1958-tól XXIII. Jánossal a Szentatya jelenléte ezen a rítuson vált igazi hagyománnyá, amelyet minden pápa hűségesen fenntartott.
Jelenleg a Piazza di Spagnán a virágos tiszteletadás – amelyet mindig a pápa Mária-imája kísér – az egyik legnépszerűbb vallási szertartás Rómában.
A teret említi Cesare Pavese híres költeménye, „Elmegyek a Piazza di Spagnáról” címmel, amelynek szövegét teljes egészében megörökítették a Babington teázója melletti emléktáblán.

### A lépcsősor

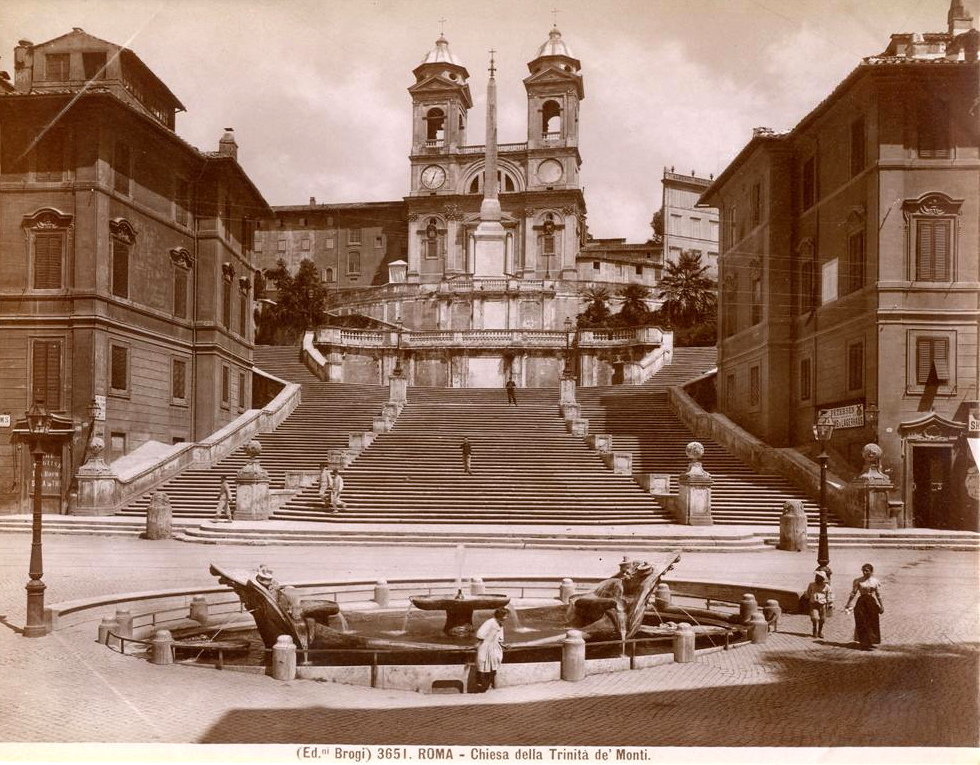
A tér a 19. század végén

A Pierre Guérin de Tencin bíboros megbízásából készült, monumentális, 135 lépcsőből álló lépcsősort XIII. Benedek pápa avatta fel az 1725-ös szentév alkalmából. Francia támogatással 1721-től építették a spanyol Bourbonok nagykövetségét, amelyről a Trinità dei Monti templomnál lévő tér a nevét kapta.
Mind Alessandro Specchi, mind Francesco De Sanctis megtervezte, miután nemzedékeken át folyt a vita arról, hogyan kell beépíteni a  Pincio oldalán lévő meredek lejtőt, hogy összekapcsolják a templommal. De Sanctis megoldását választották: egy nagy, számos kerti terasszal díszített lépcsősort, amelyet tavasszal és nyáron sok virág díszít. A Tiberishez vezető hosszú út tengelye csúcsán található pazar, arisztokratikus lépcsősort úgy alakították ki, hogy a festői hatások fokozatosan erősödjenek, ahogy közeledünk hozzá. A nagy barokk építészetre jellemző volt a hosszú, mély perspektívák létrehozása, amelyek csúcspontja a monumentális jellegű jelenetek vagy hátterek.
VI. Piusz pápa megbízásából Johann Wolfgang von Goethe 1787-ben római tartózkodása alatt írta Viaggio in Italia című könyvében az előkészítő munkálatokat látva a Trinità dei Monti templom előtti obeliszk felállításáról:

„Trinità dei Montiban ásnak, hogy lerakják az új obeliszk alapjait; odafent a föld nem más, mint a Lucullushoz tartozó, majd a Caesarok tulajdonában lévő kertek romjaiból visszahozott anyag.”

A lépcsősor 1995-ben, majd 2015–16-ban a Bulgari divatház közreműködésével teljes felújításon esett át.

## Műemlékek és látnivalók

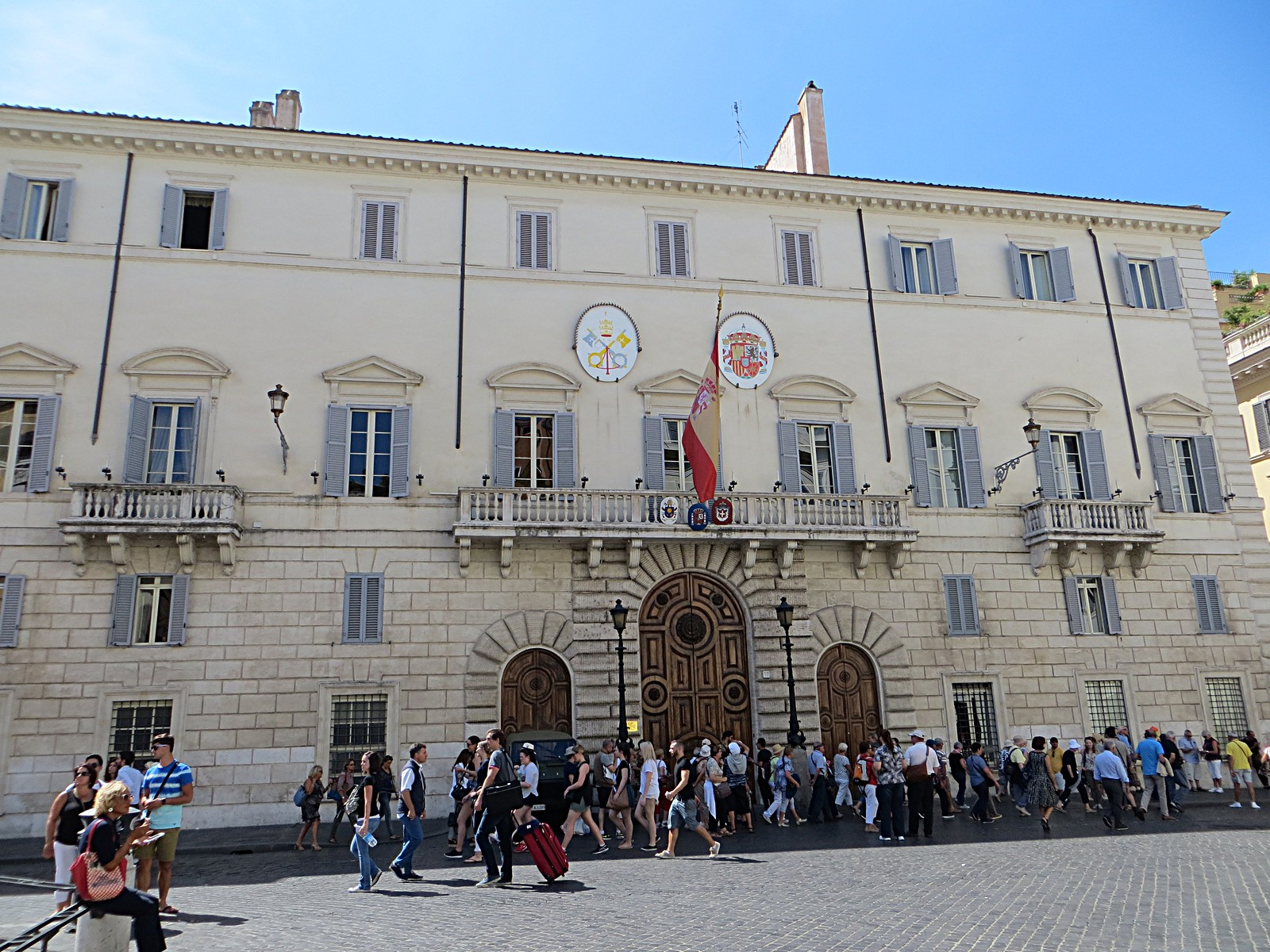
A Spanyol palota

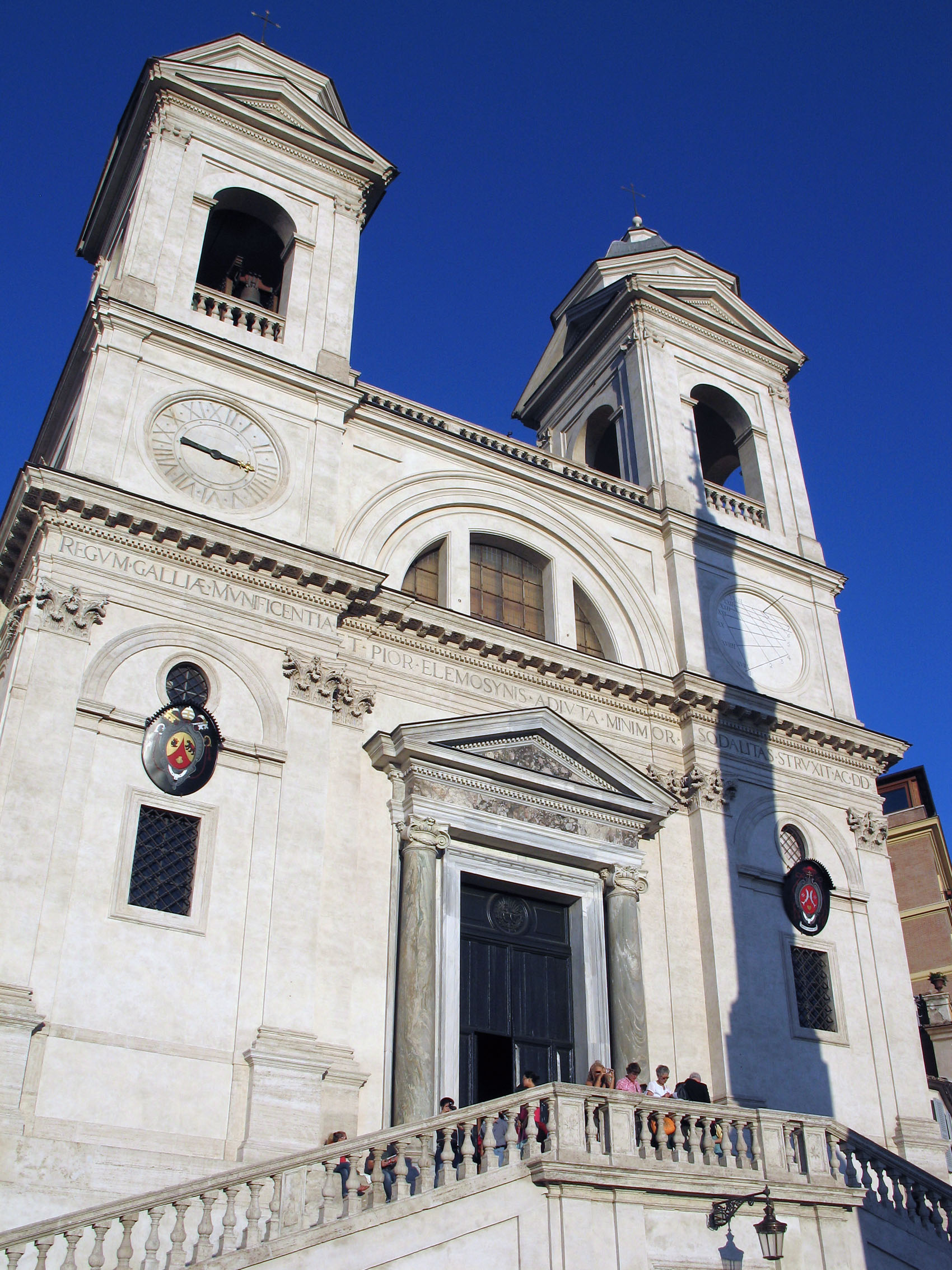
Trinità dei Monti templom

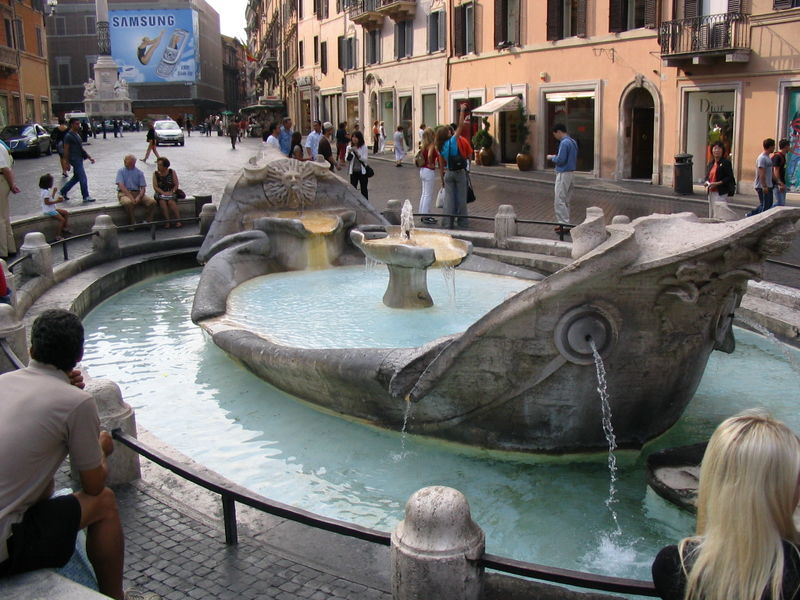
A Barcaccia-szökőkút

### Paloták
- Palazzo di Propaganda Fide
- Palazzo di Spagna, a spanyol szentszéki nagykövetség székhelye

### Műemlékek és múzeumok
- Trinità dei Monti templom
- Keats-Shelley Emlékház
- Giorgio de Chirico házmúzeum
- Szeplőtelen fogantatás oszlopa
- Babuino szökőkútja, a Via del Babuino templomai és palotái
- Spanyol lépcsők
- Barcaccia-kút

### Iskolák
- San Giuseppe Főiskola – De Merode Intézet

### Fő utcák a környéken
- Via Condotti
- Via Margutta
- Via del Babuino
- Via del Corso
- Via di Ripetta
- Frattinán keresztül

### Egyéb
- Salone Margherita, színház a szomszédos Via dei Due Macellin található
- Babington's Tea Room

## Képgaléria

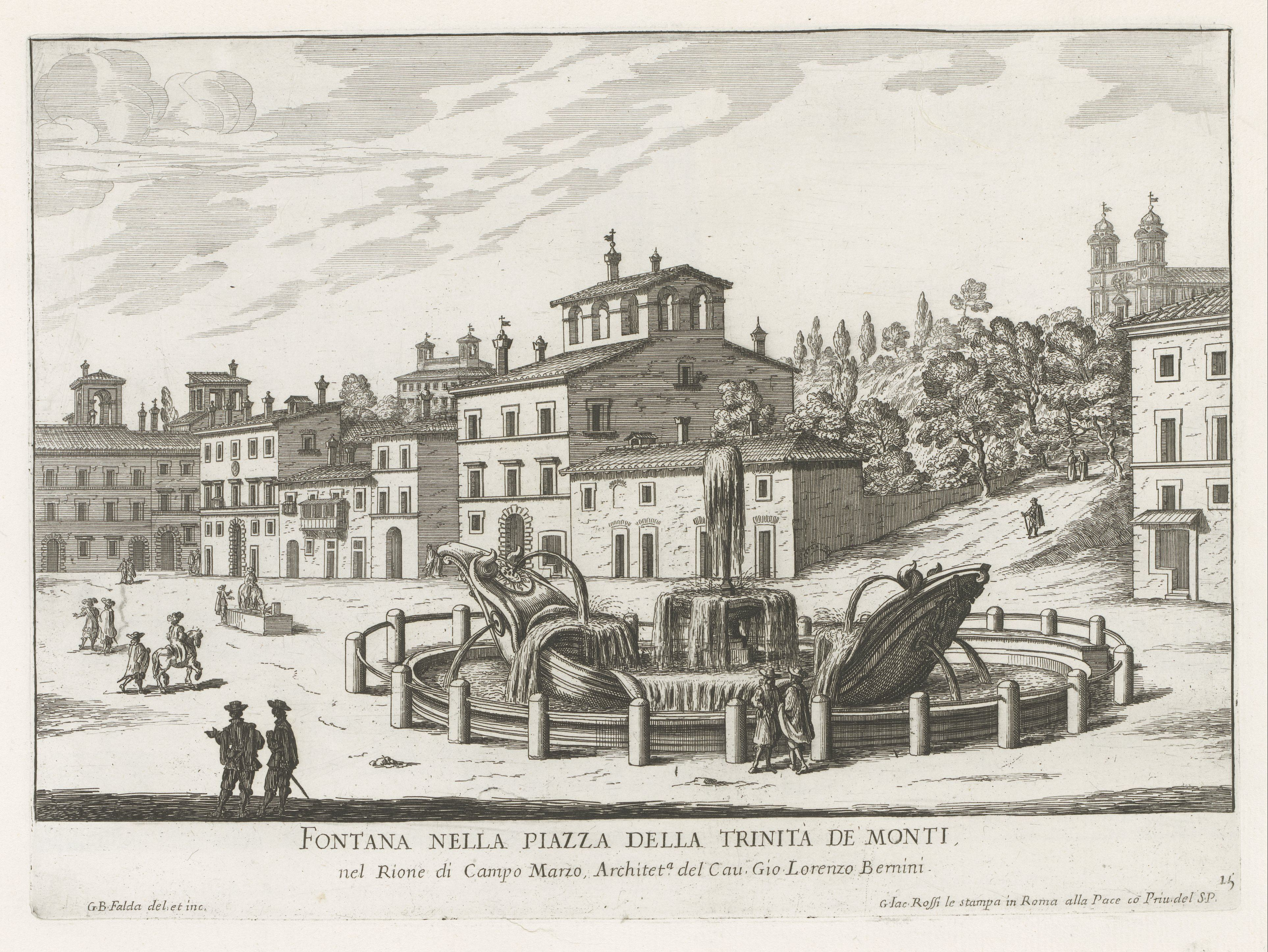
Szökőkút a Piazza della Trinità dei Monti téren, Giovanni Battista Falda a lépcső építése előtt alkotta
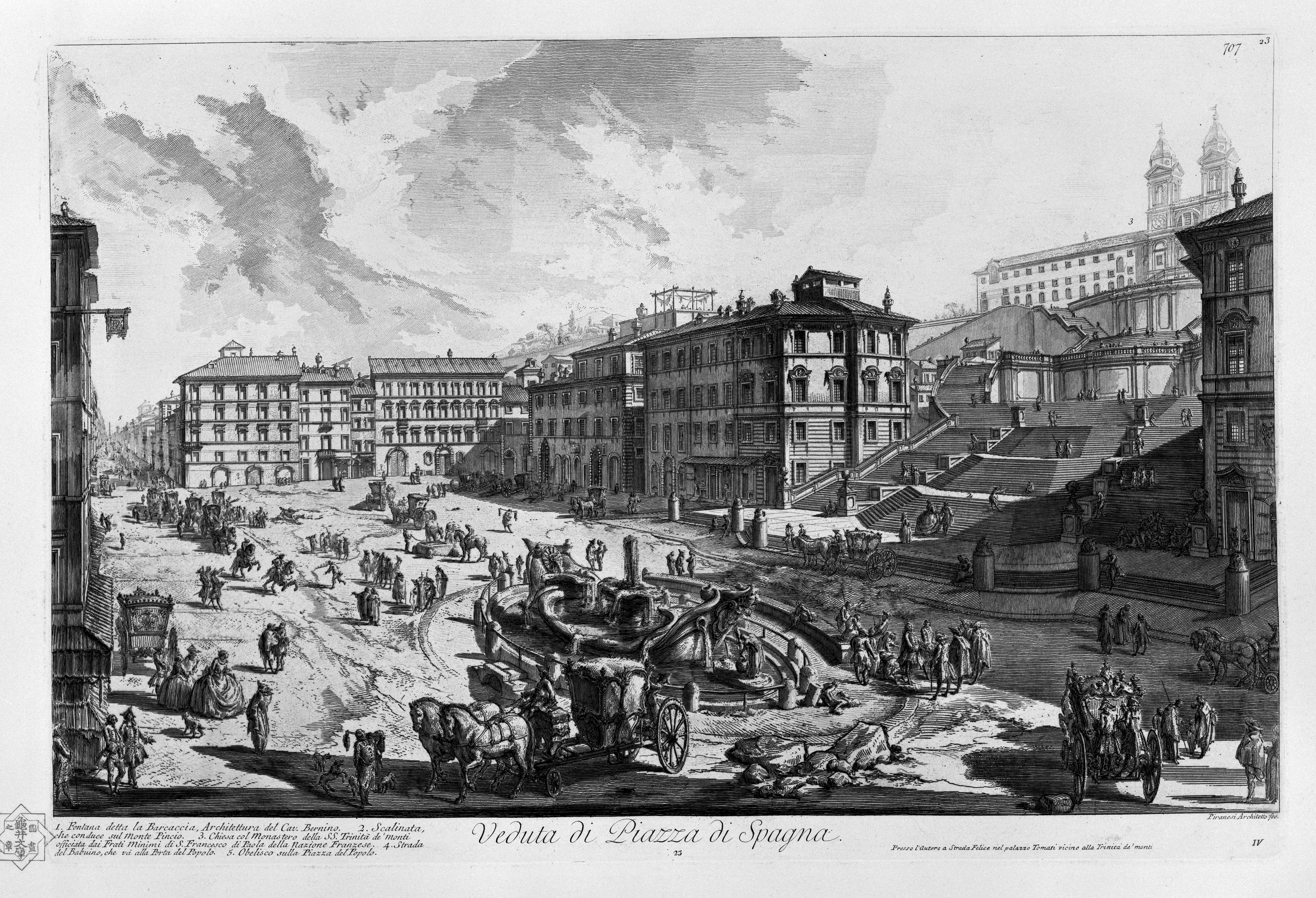
A tér Gianbattista Piranesi metszetén
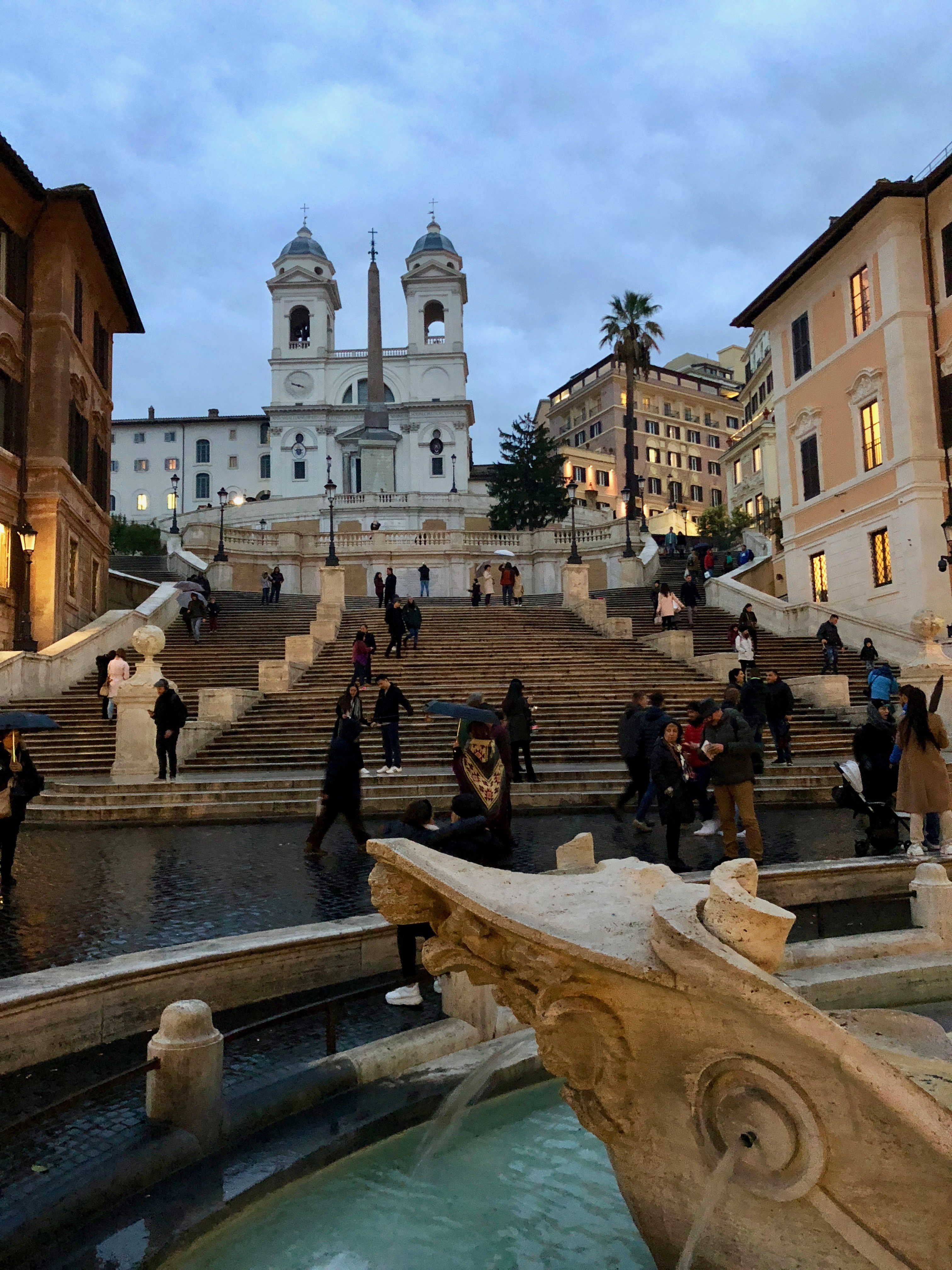
A lépcsősor és az előtérben a Fontana della Barcaccia

## Bibliográfia
- AA. VV., Róma, Olasz Touring Club, Milánó, 1999

## Fordítás
- Ez a szócikk részben vagy egészben  a   Piazza di Spagna című olasz Wikipédia-szócikk ezen változatának fordításán alapul.  Az eredeti cikk szerkesztőit annak laptörténete sorolja fel. Ez a jelzés csupán a megfogalmazás eredetét és a szerzői jogokat jelzi, nem szolgál a cikkben szereplő információk forrásmegjelöléseként.